# بروفيدنس (رود آيلاند)
بروفيدنس (بالإنجليزية: Providence)‏ هي عاصمة ولاية رود آيلاند الأمريكية وأكبر مدنها من حيث السكان، كما أنها ثالث أكبر مدينة في منطقة نيو إنجلاند، تأسست في عام 1636 وهي إحدى أقدم المدن في الولايات المتحدة. وتأسست على يد روجر ويليامز، وهو منفي ديني من مستعمرة خليج ماساتشوستس. سميت المنطقة تكريما لـ«رعاية الرب الرحيمة» (بالإنجليزية: God's merciful Providence)‏، حيث شكر الرب على عثوره على هذا الملاذ ليستوطن فيه هو وأتباعه. وتقع المدينة عند مصب نهر بروفيدنس على رأس خليج ناراغانسيت.
كانت بروفيدنس إحدى أوائل المدن في البلاد التي تتجه للتصنيع وأصبحت معروفة بتصنيع النسيج وبعد ذلك بصناعة آلات التشغيل، والمجوهرات، والفضيات. واليوم، فإن مدينة بروفيدانس هي موطن لثمان مستشفيات وسبع مؤسسات تعليم عالي حولت اقتصاد المدينة إلى قطاع الخدمات، رغم أنها لا تزال تحتفظ بعض نشاطها الصناعي. وكانت المدينة تسمى «خلية نحل الصناعة». وأعادت تسمية نفسها إلى «رأس المال الإبداعي» في عام 2009 للتأكيد على مواردها التعليمية ومجتمعها الفني.
تقع المدينة في مقاطعة بروفيدنس وهي ثالث أكبر المدن سكانا في نيو إنجلاند بعد بوسطن وورسستر. بلغ عدد سكان بروفيدانس 179,154 نسمة؛ وهي أيضا جزء من منطقة بروفيدانس العمرانية التي تمتد إلى جنوب ماساتشوستس. ويقدر عدد سكان بروفيدانس العمرانية بحوالي 1,604,291 نسمة، وهو ما يتجاوز 60٪ من عدد سكان رود آيلاند ككل. ويعتبرها البعض أيضا جزء من منطقة بوسطن الكبرى والتي تأوي نحو 7.6 مليون شخص.

## توأمة
لبروفيدنس (رود آيلاند) اتفاقيات توأمة مع كل من:
- فلورنسا
- بنوم بنه
- كييف
- العفولة
- كريمنشوك

## أعلام
- فرانك كابريو
- جاسون مارسدين
- كورماك مكارثي
- داميان تشازل
- روجر ويليامز
- مارلين تشامبرز
- ستيفن هوبكينز
- مارفين بارنز
- توم فلوري
- نيلسون إيدي
- هوارد فيليبس لافكرافت